# CB Málaga
Club Baloncesto Málaga is een basketbalteam uit Málaga, Spanje. Ze spelen anno 2008 in de professionele league van de ACB. De club werd opgericht in 1977. Het team wordt gesponsord door de Spaanse bank Unicaja.

## Bekerwinsten
- Europese competities
  - Korać Cup winnaars: 2001
  - EuroCup: winnaars: 2017
  - Basketball Champions League: 2024, 2025
  - Intercontinental Cup: winnaars: 2024
- Spaanse competitie
  - Spaanse landskampioen: 2006
  - Spaans bekerwinnaar: 2005, 2023, 2025
  - Spaanse Super Cup: 2024
  - Copa Andalucía: winnaars: 1996, 2001, 2003, 2007, 2008, 2010, 2011, 2012, 2014, 2015, 2016, 2017, 2018, 2020, 2021, 2023, 2024

## Sponsor namen
- 1977-1992 Caja de Ronda
- 1992-1993 Unicaja Mayoral
- 1993-1994 Unicaja Polti
- 1994-heden Unicaja

## Bekende (oud)-coaches
- Zoran Slavnić (1986-1988)

## Bekende (oud)-spelers
| - Wálter Herrmann - Juan Ignacio Sánchez - Jean-Marc Jaumin - Boniface N'Dong - Ilimane Diop - Zoran Dragić - Sergej Babkov - Valeri Tichonenko - Jiří Welsch | - Kyle Fogg - Marcus Faison - Tyler Kalinoski - Tremmell Darden - Roderick Blakney - Kendrick Perry - Omar Cook |